# Happy End (sång)
Happy End är en svensk pop-låt och en singel framförd av den svenske artisten Olle Ljungström, som släpptes september 1999. Låten fanns ej med på något av Ljungströms studioalbum, utan gjordes i samband med den svenska filmen Happy End (1999). Johan Zachrisson stod för musiken.
Låten mottog en väldigt positiv recension i Dagens Nyheter när den släpptes. "Låt nu Olle Ljungström få sin riktigt stora hit!", skrev recensenten. Som b-sida på singel-CD:n fanns en remix-version av låten, under namnet "Tiden står still."

## Låtlista
Text: Olle Ljungström. Musik: Johan Zachrisson.
1. "Happy End" (4:21)
2. "Tiden står still" (Happy End remix) (7:38)